# Barra do Corda
Barra do Corda este un oraș în unitatea federativă Maranhão (MA), Brazilia.